# 福拉克 (印地安納州)
福拉克（英語：Foraker）是位於美國印地安納州埃爾克哈特縣的一個非建制地區。該地的面積和人口皆未知。